# Église Saint-Valentin de Rodès
Pour les articles homonymes, voir église Saint-Valentin.
L'église Saint-Valentin de Rodès est une église romane ruinée située à Rodès, dans le département français des Pyrénées-Orientales. Elle est l'ancienne chapelle du château de Rodès.

## Histoire
La chapelle Saint-Valentin est citée dès le XIVe siècle.